# Shutterstock
Shutterstock is een Amerikaans bedrijf dat in 2003 werd opgericht. Het richt zich op stockfotografie en het onder licentie vrijgegeven van beeld-, video- en audiomateriaal. In 2016 bestond de collectie uit ruim 370 miljoen bestanden.

## Beschrijving
Shutterstock werd in 2003 opgericht door Jon Oringer in New York. De website was oorspronkelijk een online marktplaats waar een maandelijks abonnement kon worden afgesloten voor het verkrijgen van stockfoto's. Door de grote vraag breidde het bedrijf al snel uit, onder meer in het aanbod van stockvideo's dat in februari 2006 beschikbaar kwam. In 2008 werd overgestapt naar een ander prijsmodel. In 2009 werd de overname van Bigstock bekendgemaakt, een microstock-bureau en aanbieder van laaggeprijsde foto's en illustraties.
In 2012 werd Shutterstock een beursgenoteerd bedrijf aan de New York Stock Exchange (NYSE). 
In mei 2020 maakte Shutterstock bekend fotografen voortaan een percentage uit gaan te betalen, in plaats van een vaste prijs per foto. Dit zorgde voor grote kritiek onder fotografen die hier geen voorstander van waren.